# Somlai Lajos (festő)
Somlai Lajos (Vácduka, 1931. március 1.  – 2025. február 21. vagy előtte) tanár, festőművész, szobrász.

## Életpályája
Somlai Lajos már eddig is hosszú életútja izgalmas és fordulatokkal teli. A művésztanár 1931-ben, Váckláraházán (Vácdukán) látta meg a napvilágot, és miután családja elköltözött szülőfalujából, az Alföldön nőtt fel. A karcagi Református Nagykun Gimnáziumban érettségizett, majd Szegeden a Juhász Gyula Tanárképző Főiskola rajz-földrajz szakán folytatta tanulmányait. Itt oklevelet, a Képzőművészeti Főiskolán pedig felsőfokú rajztanári képesítést szerzett.
Életét végigkísérte mind a tanári, mind a művészeti hivatás – sokszor küzdelmes – szeretete. Feleségével Gyöngyösön telepedtek le és alapítottak családot, ahol a város kulturális életének meghatározó alakja lett. Pedagógusi pályája kiteljesedett; hét éven keresztül vezette a városi rajz-szakkört, generációkat nevelt a művészet szeretetére, az alkotás örömére.

## Művészete
A festés számára mindig többet jelentett, mint puszta időtöltés: festészeten keresztül szerette volna érzékelni, megismerni, megérteni és megértetni a világot. Témáit nemcsak közvetlen környezetéből vette (utcarészletek, csendéletek), hanem a gyermekkorát és fiatalkorát meghatározó tájak – különösen az Alföld és a Tisza-menti vidékek –, emlékek, ahogyan utazási élményei – mint a családjával Korfun töltött nyaralás vagy az erdélyi út – is ösztönzőleg hatottak művészetére.
Kompozíciói a legtöbb esetben elszakadnak a valóságos látványtól: elsősorban a színek erejével, érzelmi és hangulati hatásával játszik, a formák felbonthatóságát kutatja. Festményeit nézve szembetűnő a lényeglátás, a valóság formáinak, alakzatainak leegyszerűsítése és egymás mellé rendelése, miközben egységes kompozícióvá a színek ereje és lüktetése rendezi össze a képi elemeket.

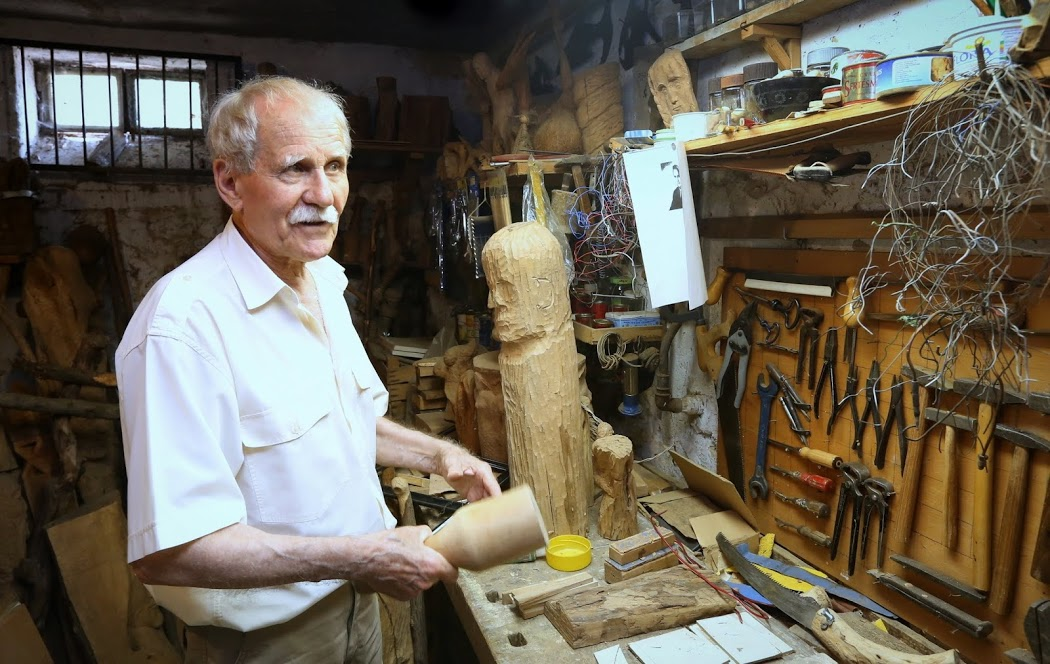
Somlai Lajos műhelyében

Somlai Lajos tehetségére, töretlen alkotókedvére és maradandó értéket képviselő alkotásaira méltán figyeltek fel a műértők és művészetkedvelők. Meghívást kapott az évek során jó néhány nyári művésztelepre, ahol alkalma nyílt ihlető környezetben elmélyülten dolgozni, tudását gyarapítani és új technikákat megismerni. Ezen alkalmak hosszú sorából kiemelhetjük a dunaújvárosi, a váci, a tokaji, a balatonszemesi, valamint a siroki alkotóheteket. Az 1960-as évektől kezdve részt vett számos csoportos és egyéni kiállításon. Az utóbbiak közül megemlítendők a gyöngyösi, hatvani, pécsi, és karcagi tárlatok. Műgyűjtőkkel büszkélkedhet Freiburgban és New Yorkban is.
A művész sokszínűségét és kísérletező kedvét jól mutatja, hogy nemcsak fest, hanem régóta készít agyagszobrokat, fa- és kőfaragványokat is. A szobrászkodásban nyugdíjas éveiben merült el igazán, portréi lélekábrázoló készségéről, valamint ugyanarról a lényeg megragadására való képességéről tanúskodnak, mely festészetére is oly jellemző.
Fáradhatatlan, intenzív alkotómunkáról és lángoló szelleméről tesz tanúbizonyságot az az óriási életmű, melynek egy kicsiny, ám annál értékesebb és érdekesebb szeletével (a Színnel és lélekkel című tárlat keretében) 2017 szeptemberében, a gyöngyösi Vachott Sándor Városi Könyvtárban ismerkedhettek meg az érdeklődők.